# Moteur nitro
Un moteur nitro est généralement un moteur utilisant un carburant composé de 10% à 40% de nitrométhane et de 90% à 60% de méthanol. Le nitrométhane est une substance hautement combustible qui n'est généralement utilisée que dans les moteurs très spécifiquement conçus que l'on trouve dans les courses d'accélération de dragsters Top Fuel (en) et les moteurs miniatures à combustion interne dans les avions radiocommandés, les vols circulaires et les modèles réduits d'avion en vol libre.
Le terme « nitro » est entré en usage au cours des dernières décennies pour décrire ces moteurs et a ses origines dans le battage publicitaire sur le marché des modèles réduits de voitures. Pendant la cinquantaine d'années précédant ce terme depuis le début du développement des moteurs, ils étaient simplement appelés « moteurs à incandescence⁣ », mais le terme « nitro » a plus d'impact dans la copie publicitaire. Ces moteurs sont en fait alimentés au méthanol, mais le carburant est souvent dopé avec du nitrométhane comme additif de performance. Le système d'allumage consiste en une bougie de préchauffage - d'où le terme plus ancien moteur "de préchauffage" - qui a une bobine d'alliage de fil contenant du platine, généralement du platine - Iridium . La bougie de préchauffage est chauffée avec du courant électrique pour le démarrage, après quoi l'alimentation est coupée et la combinaison de la chaleur résiduelle et de l'action catalytique de l'alliage de platine avec du méthanol enflamme le mélange de carburant.

## Voir également